# Dinah Washington
Dinah Washington, nom artístic de Ruth Lee Jones (Tuscaloosa, Alabama, 29 d'agost de 1924 — Detroit, Michigan, 14 de desembre de 1963) va ser una cantant i pianista estatunidenca, una de les artistes negres més populars de la dècada del 1950. Tot i que era principalment una vocalista de jazz, va actuar i gravar en una gran varietat d'estils, com ara blues, rhythm and blues i música pop tradicional, i es va anomenar a si mateixa "Reina del Blues". El 1986 va ser incorporada com a membre del Saló de la Fama del Jazz d'Alabama i el 1993 va fer-ho al Saló de la Fama del Rock and Roll.
Una font afirma que Washington "va produir 45 èxits de rhythm and blues entre 1948 i 1961, entre els quals 16 van ser entre els 15 millors entre 1948 i 1950". Els èxits de Washington van incloure aparicions al Festival de Jazz de Newport (1955–1959), al Randalls Island Jazz Festival a la ciutat de Nova York (1959) i al Festival Internacional de Jazz de Washington, D.C. (1962), concerts freqüents al club Birdland (1958, 1961–1962), i actuacions el 1963 amb Count Basie i Duke Ellington.

## Biografia
Ruth Lee Jones era filla d'Alice i Ollie Jones, i tenia un germà anomenat Harold. Tot i que va néixer a Tuscaloosa (Alabama), es va traslladar a Chicago (Illinois) quan era petita.
Es va involucrar profundament en la música gòspel i va tocar el piano per al cor de l'església Baptista de St. Luke mentre encara estava a l'escola primària. Va cantar música gòspel a l'església i hi tocava el piano, i en la seva adolescència en va dirigir el cor; també va ser membre dels Sallie Martin Gospel Singers. Quan es va unir al grup Sallie Martin, va abandonar la Wendell Phillips High School. Va cantar com a protagonista amb les primeres cantants de gòspel formades per Sallie Martin, que va ser cofundadora de la Gospel Singers Convention. La seva implicació amb el cor de gòspel es va produir després de guanyar un concurs d'aficionats al Regal Theatre de Chicago, on va cantar "I Can't Face the Music".

## Carrera professional
Després de guanyar un concurs de talent als 15 anys, va començar a actuar en clubs. Entre 1941 i 1942 actuava en clubs de Chicago com el Dave's Café i el Downbeat Room de l'hotel Sherman (amb Fats Waller). Estava tocant al Three Deuces, un club de jazz, quan un amic la va portar a escoltar Billie Holiday al Garrick Stage Bar. El propietari del club, Joe Sherman, va quedar tan impressionat amb la seva interpretació d'"I Understand", amb el suport dels Cats and the Fiddle, que actuaven a la sala superior del Garrick, que la va contractar. Durant el seu any al Garrick —va cantar-hi a la part de dalt mentre Holiday actuava a la planta baixa— va adquirir el nom amb el qual es va donar a conèixer. Va explicar que el suggeriment del canvi de Ruth Jones a Dinah Washington va ser de Joe Sherman, que es va fer abans que Lionel Hampton anés a escoltar Dinah al Garrick. La visita de Hampton va portar una oferta, i Washington va treballar com a vocalista femenina de la seva banda després d'haver cantat amb aquesta per l'obertura de la seva actuació al Chicago Regal Theatre.
Va fer el seu debut discogràfic per al segell Keynote aquell desembre amb "Evil Gal Blues", escrit per Leonard Feather i recolzat per Hampton i músics de la seva banda, com Joe Morris (trompeta) i Milt Buckner (piano). Tant aquest disc com el següent, "Salty Papa Blues", van arribar al "Harlem Hit Parade" de Billboard el 1944. El desembre de 1945 va fer una sèrie de dotze enregistraments per a Apollo Records, 10 dels quals van ser publicats amb els Lucky Thompson All Stars.
Va romandre amb la banda de Hampton fins al 1946, després que el segell Keynote es retirés, i va signar per Mercury Records com a cantant solista. La seva primera gravació per a Mercury, una versió de la cançó "Ain't Misbehavin'" de Fats Waller, va ser un altre èxit, iniciant així una llarga sèrie d'èxits. Entre 1948 i 1955, va tenir 27 èxits del top 10 de rhythm and blues, la qual cosa la va convertir en una de les cantants més populars i reeixides de l'època. Tant "Am I Asking Too Much" (1948) com "Baby Get Lost" (1949) van assolir el número 1 a les llistes de rhythm and blues, i de la seva versió de "I Wanna Be Loved" (1950) se'n va fer un crossover per arribar al número 22 al rànquing de pop dels Estats Units. Els seus enregistraments d'èxit van incloure blues, estàndards, novetats, versions pop i fins i tot una versió de "Cold, Cold Heart" de Hank Williams (R&B Number 3, 1951). Al mateix temps que el seu major èxit popular, també va gravar sessions amb molts músics de jazz destacats, com Clifford Brown i Clark Terry a l'àlbum Dinah Jams (1954), i també va gravar amb Cannonball Adderley i Ben Webster.

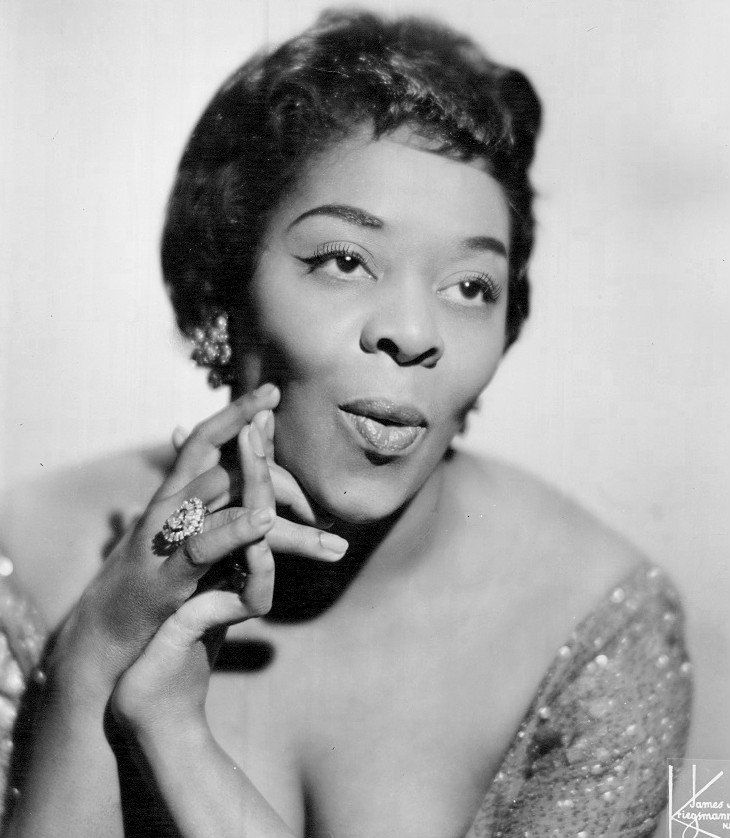
Dinah Washington el 1962.

El 1950, Dinah Washington va actuar al sisè concert de Cavalcade of Jazz celebrat al Wrigley Field de Los Angeles que va ser produït per Leon Hefflin, Sr. el 25 de juny. També van participar-hi el mateix dia Lionel Hampton, Pee Wee Crayton's Orchestra, Roy Milton and his Orchestra, Tiny Davis and Her Hell Divers, i altres artistes. Es va informar que hi havia 16.000 assistents, i el concert va acabar aviat a causa d'una baralla mentre Lionel Hampton tocava "Flying High". Washington va tornar-hi per actuar a la dotzena Cavalcade of Jazz també al Wrigley Field de Los Angeles el 2 de setembre de 1956. També van actuar aquell dia Little Richard, The Mel Williams Dots, Julie Stevens, Chuck Higgin's Orchestra, Bo Rhambo, Willie Hayden & Five Black Birds, The Premiers, Gerald Wilson and His 20-Pc. Recording Orchestra i Jerry Gray and his Orchestra.
El 1959, va tenir el seu primer èxit pop entre els deu primers, amb una versió de "What a Diff'rence a Day Made", que va ocupar el número 4 a les llistes de pop estatunidenques. La seva banda en aquell moment incloïa l'arranjador i director Belford Hendricks, amb Kenny Burrell (guitarra), Joe Zawinul (piano) i Panama Francis (bateria). Va seguir amb una versió de "Unforgettable" d'Irving Gordon, i després dos duets de gran èxit el 1960 amb Brook Benton, "Baby (You've Got What It Takes)" (No. 5 Pop, No. 1 R&B) i "A Rockin' Good Way (To Mess Around and Fall in Love)" (No. 7 Pop, No. 1 R&B). El seu últim gran èxit va ser "Setember in the Rain" el 1961 (núm. 23 pop, núm. 5 R&B).
A la dècada del 1950 i principis de la dècada del 1960 abans de la seva mort, Washington va actuar ocasionalment a Las Vegas Strip. Tony Bennett va dir de Washington durant una sessió de gravació amb Amy Winehouse:
| « | Era una bona amiga meva, ja ho saps. Ella era genial. Solia arribar amb dues maletes a Las Vegas sense tenir reserva... I s'hi quedava tant com volia. I tots els infants de tots els espectacles de l'Strip hi anaven aquella nit. Sentien que ella era a la ciutat i s'omplia només per la seva actuació. | » |

## Vida personal

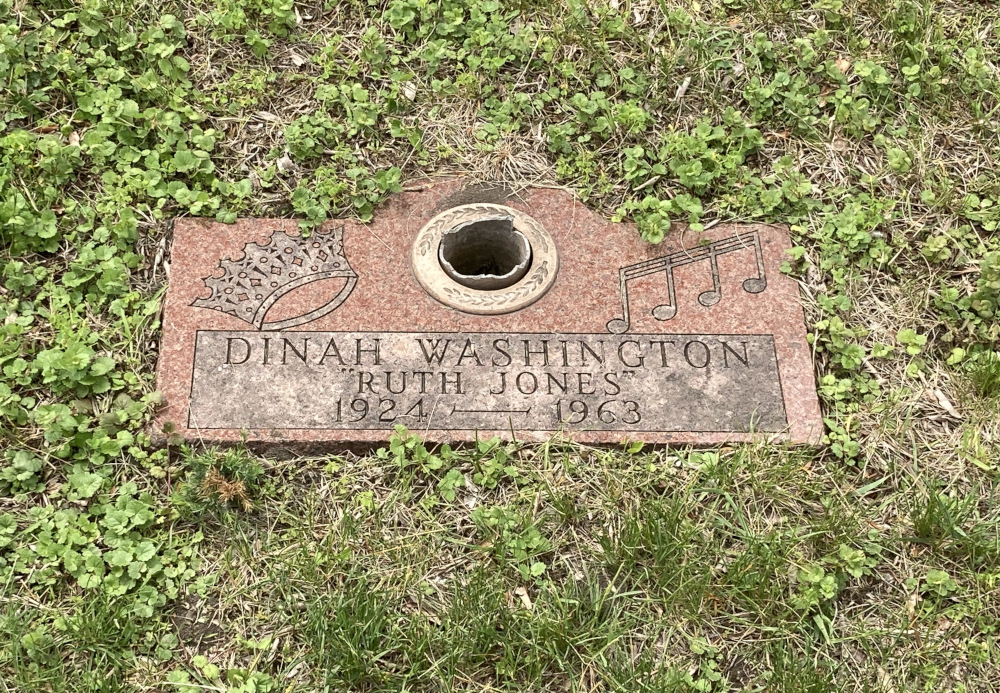
La tomba de Dinah Washington al cementiri de Burr Oak.

Washington es va casar diverses vegades i va tenir molts amants, un dels quals va ser un jove Quincy Jones; segons algunes fonts, el nombre total de marits va ser set, tot i que d'altres n'apunten vuit o nou.
Als 17 anys, va casar-se amb John Young, del qual es va divorciar tres mesos més tard; amb el bateria George Jenkins el 1944, relació de la que va néixer George Jenkins Jr. el juny de 1946 i que va finalitzar a finals d'aquell any; amb Robert Grayson l'agost de 1947, amb qui va estar durant un parell d'anys i amb qui va tenir el seu segon fill, Bobby Jr.; amb el també músic Walter Buchanan l'octubre de 1950, matrimoni que va durar només tres mesos; amb el bateria Larry Wrice el desembre de 1953, matrimoni que va durar menys d'un any; amb el cantant i saxofonista Eddie Chamblee el 1957, de qui es va divorciar el 1958; amb l'actor dominicà Rafael Campos el gener de 1961, amb qui va estar casada només uns mesos, i amb el jugador de futbol americà Dick "Night Train" Lane el juliol de 1963. En el diari Detroit Free Press del 3 de juliol de 1963, Lane consta com el sisè marit.
L'artista arrossegava un problema d'inseguretat des de feia anys que la feia dubtar de si mateixa i també lluitava per perdre pes; la cantant compensava aquests problemes amb una vida personal «salvatge i extravagant» i intentava animar-se gastant els seus diners en cotxes, pells i sabates.
A primera hora del matí del 14 de desembre de 1963, Lane va anar a dormir amb Washington i es va despertar més tard, moment en què va trobar-la enfonsada i sense resposta. El doctor B. C. Ross la va declarar morta al lloc dels fets als 39 anys. Més tard, una autòpsia va mostrar una combinació letal de secobarbital i amobarbital, receptes per al seu insomni i la seva dieta, que van contribuir a la seva mort. Està enterrada al cementiri de Burr Oak a Alsip (Illinois).

## Estil
Segons Richard S. Ginell a AllMusic:
| « | [Washington] va ser alhora una de les cantants més estimades i controvertides de mitjans del segle xx, estimada pels seus seguidors, devots i companys cantants; polèmica per als crítics que encara l'acusen de vendre el seu art al comerç i al mal gust. El seu pecat principal, aparentment, va ser conrear un estil vocal distintiu que fos com a casa en tot tipus de música, ja fos R&B, blues, jazz, pop de mig camí, i probablement hauria estat una bona cantant de gòspel o country si hagués tingut temps. La seva era una veu aspra, salada i aguda, marcada per una claredat absoluta de dicció i un fraseig retallat i bluesy. | » |

Referint-se al seu estil, el músic Quincy Jones va dir de la cantant que «podia agafar la melodia amb la mà, sostenir-la com un ou, trencar-la, fregir-la, deixar-la xispar, reconstruir-la, tornar a posar l'ou a la caixa i altre cop a la nevera i encara hauríeu entès cada síl·laba».
Washington era coneguda per cantar torch songs. El 1962, Dinah va contractar un trio masculí de veus de suport anomenat Allegros, format per Jimmy Thomas a la bateria, Earl Edwards al saxo i Jimmy Sigler a l'orgue. Edwards va ser substituït al saxo per John Payne. Un escriptor de Variety va elogiar la seva veu com a "cors efectius".
També va interpretar dos números en el gènere dirty blues. Les cançons eren "Long John Blues" sobre el seu dentista, amb lletres com "Va treure el seu trepant de confiança. Em va dir que obrís de bat a bat. Va dir que no em faria mal, però em va omplir tota per dins". També va gravar una cançó anomenada "Big Long Slidin' Thing", suposadament sobre un trombonista.

## Discografia
La seva discografia principal la formen els següents àlbums:
| - 1954: After Hours with Miss "D" - 1955: Dinah Jams - 1955: For Those in Love - 1956: Dinah! - 1956: In the Land of Hi-Fi - 1957: The Swingin' Miss "D" - 1957: Dinah Washington Sings Fats Waller - 1958: Dinah Sings Bessie Smith - 1958: Newport '58 | - 1959: What a Diff'rence a Day Makes! - 1960: September In The Rain - 1961: Unforgettable - 1962: Drinking Again - 1962: Tears and Laughter - 1963: Back to the Blues - 1963: Dinah '63 - 1963: This Is My Story |

## Reconeixement

### Guardons
El 1953, el Rock and Roll Hall of Fame va enumerar el seu tema "TV Is the Thing (This Year)" com una de les cançons que van donar forma al rock and roll.
L'any 1959 va guanyar el premi Grammy millor interpretació de R&B per "What a Diff'rence a Day Makes".
Tres enregistraments de Dinah Washington van ser incorporats al Grammy Hall of Fame, que és un premi Grammy especial establert el 1973 per honrar els enregistraments que tenen almenys vint-i-cinc anys d'antiguitat i que tenen "importància qualitativa o històrica". Aquestes cançons van ser: "What a Diff'rence a Day Makes" (1959), un tema pop tradicional incorporat el 1998; "Teach Me Tonight" (1954), un tema de R&B incorporat el 1999, i "Unforgettable" (1959), un tema pop que va ser incorporat el 2001.
L'artista va ser inclosa a l'Alabama Jazz Hall of Fame el 1986 i al Rock and Roll Hall of Fame el 1993.

### Altres honors

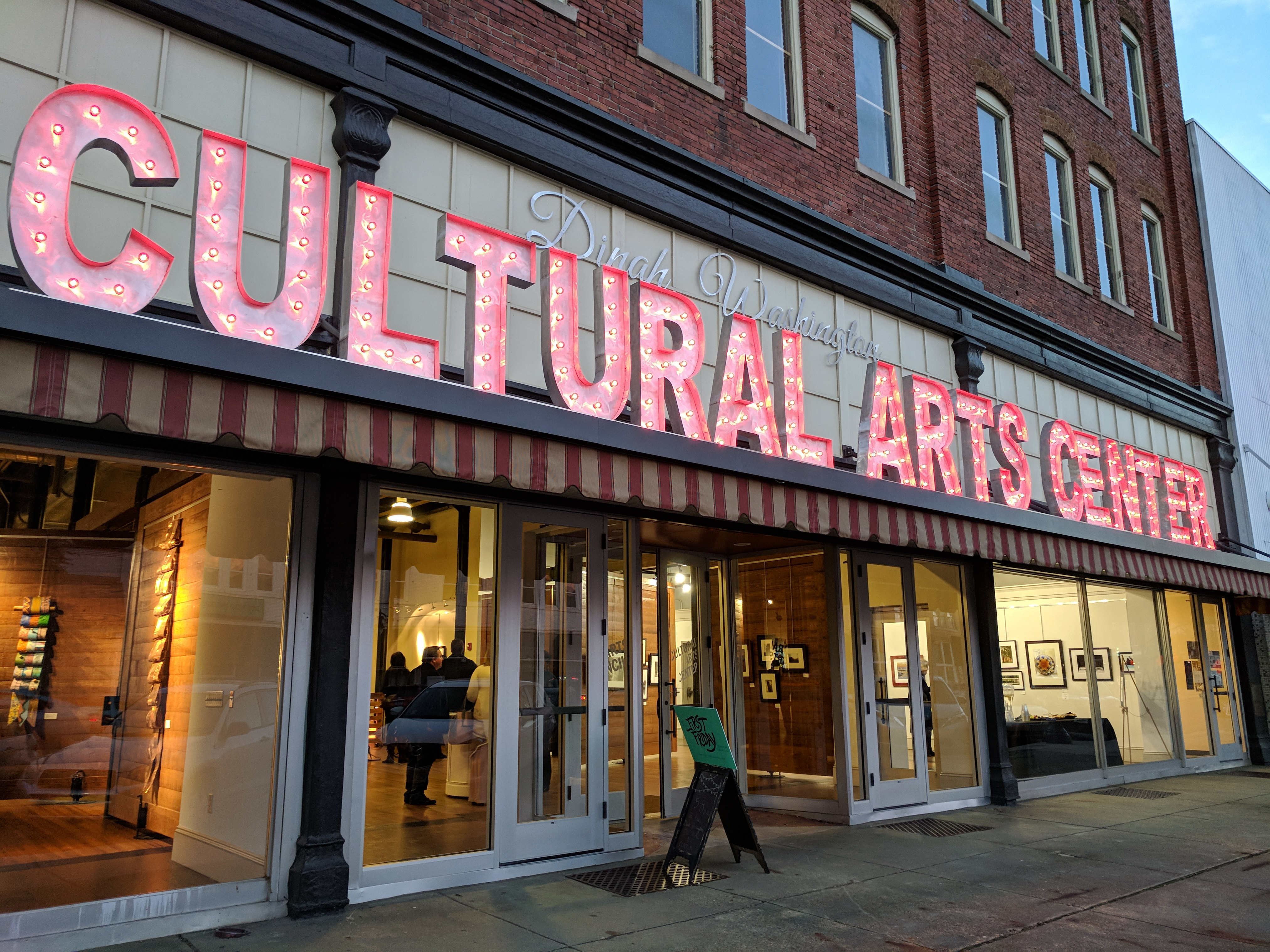
El Dinah Washington Cultural Arts Center a Tuscaloosa (Alabama).

- Leonard Feather la va incloure en la seva The Encyclopedia of Jazz, de 1960, com una dels "Gegants del Jazz".[6]
- Unforgettable: A Tribute to Dinah Washington és un àlbum de 1964 gravat per Aretha Franklin com a tribut.
- El 1993, el servei de correus dels Estats Units va emetre un segell postal commemoratiu de 29 cèntims de Dinah Washington.[20]
- El 2005, la Junta de Comissionats dels Estats Units va canviar el nom d'un parc, a prop d'on havia viscut Washington a Chicago als anys cinquanta, i és actualment Dinah Washington Park en honor seu.
- El 2008, la ciutat de Tuscaloosa (Alabama), lloc de naixement de l'artista, va canviar el nom de la secció de la 30th Avenue entre 15th Street i Kaulton Park a Dinah Washington Avenue.[28] La cerimònia de presentació del nou nom va tenir lloc el 12 de març de 2009, a la qual van assistir el fill de Dinah Washington, Robert Grayson, i tres dels seus nets.[29]
- El 29 d'agost de 2013, la ciutat de Tuscaloosa també va dedicar l'antic edifici Allen Jemison Hardware, a la cantonada nord-oest de Greensboro Avenue i 7th Street (620 Greensboro Avenue), com el recentment renovat Dinah Washington Cultural Arts Center.[30]